# Canton de Nemours
Le canton de Nemours est une division administrative française, située dans le département de Seine-et-Marne et la région Île-de-France.
À la suite du redécoupage cantonal de 2014, les limites territoriales du canton sont remaniées. Le nombre de communes du canton passe de 17 à 51.

## Représentation

### Conseillers généraux de 1833 à 2015
| Période | Période      | Identité                                     | Étiquette          | Qualité |
| ------- | ------------ | -------------------------------------------- | ------------------ | --- |
| 1833    | 1836         | Comte Adrien Gabriel de Bertrand de Beaumont |                    | Propriétaire, ancien officier Maire de Grez-sur-Loing (1829-1843)                                                                                              |
| 1836    | 1848         | Louis-Antoine Gillet                         |                    | Négociant, tanneur, maire de Nemours (1843-1848) |
| 1848    | 1871         | Jean-Pierre-César Saunier                    |                    | Notaire, maire de Nemours (1852-1870) |
| 1871    | 1877         | Magloire Albert Constans                     | Républicain        | Propriétaire, maire de Nemours (1848-1851 et 1870-1871) |
| 1877    | 1894         | Désiré-Alcindor Roux                         | Républicain        | Maire de Nemours (1872-1886 et 1892-1894) |
| 1894    | 1895 (décès) | Henri Gréau                                  |                    | Avocat à la Cour d'appel de Paris Propriétaire de la Villa La Chaumière à Saint-Pierre-lès-Nemours                                                             |
| 1896-   | 1898 (décès) | Romain Renoult                               | Rad.               | Maire de Grez-sur-Loing |
| 1899    | 1913         | Adolphe Dumée (1844-1914)                    | Républicain        | Docteur en médecine Conseiller municipal de Nemours |
| 1913    | 1935 (décès) | Léon Daunay (1872-1935)                      | Rad.ind.           | Négociant Maire de Nemours (1908-1935), conseiller d'arrondissement                                                                                            |
| 1935-   | 1937         | Charles Gonneau                              | PC-SFIC            | Entrepreneur Conseiller municipal de Nemours |
| 1937    | 1940         | Gaston Darley                                | RG                 | Ingénieur - Maire de Nemours (1935-1947) Nommé conseiller départemental en 1943                                                                                |
|         |              |                                              |                    | |
| 1945    | 1949         | Charles Gonneau                              | PCF                | Maçon Conseiller municipal de Nemours |
| 1949    | 1961         | Jacques David                                | RPF-RS puis DVD    | Vétérinaire Maire de Nemours (1947-1955) |
| 1961    | 1979         | Étienne Dailly                               | Rad. puis UDF-Rad. | Administrateur de sociétés Sénateur (1959-1995) Président du Conseil général (1967-1979) Maire de Moncourt-Fromonville (1957-1965) puis de Nemours (1965-1977) |
| 1979    | 1985         | Maurice Ruet (1906-1998)                     | RPR                | Maire de Saint-Pierre-lès-Nemours (1972-1992) |
| 1985    | 2005 (décès) | Charles Hochart                              | RPR puis UMP       | Antiquaire Maire de Nemours de 1983 à 2001 |
| 2005-   | 2011         | Bernard Rodier                               | UMP                | Directeur technique, maire de Saint-Pierre-lès-Nemours (2001-2020)                                                                                             |
| 2011    | 2015         | Claude Jamet                                 | DVG                | Retraité Maire de Bagneaux-sur-Loing depuis 2001 |

### Conseillers d'arrondissement (de 1833 à 1940)
| Période                                  | Période      | Identité                   | Étiquette                | Qualité |
| ---------------------------------------- | ------------ | -------------------------- | ------------------------ | --- |
| 1833                                     | 1842         | Claude Ferdinand Tugault   |                          | Notaire, maire de Nemours (1831-1837)                                                                       |
| 1842                                     | 1848         | Léon Modeste Darcy         |                          | Propriétaire, maire de Nemours (1815-1816, 1830-1831 et 1837-1843)                                          |
|                                          |              |                            |                          | |
| 1855                                     | 1867         | M. Prieur de La Comble     |                          | Propriétaire à Nemours                                                                                      |
| 1867                                     | 1877         | M. Courtaut                |                          | |
| 1877                                     | 1889         | Pierre-Auguste Fleurot     | Républicain              | Maire de Saint-Pierre-lès-Nemours, Président du Conseil d'arrondissement                                    |
| 1889                                     | 1895         | Émile Duché (1857-1926)    | Républicain radical      | Propriétaire, notaire, maire de Nemours (1893-1903)                                                         |
| 1895                                     | 1904         | M. Vial                    | Républicain progressiste | Propriétaire à Treuzy-Levelay                                                                               |
| 1904                                     | 1913         | Léon Daunay                | Radical                  | Négociant à Nemours                                                                                         |
| 1913                                     | 1921 (décès) | Jules Aujard               | Radical                  | Instituteur, adjoint au maire de Nemours, Président du Conseil d'arrondissement                             |
| 1921                                     | 1928         | Louis Moufrond (1875-1939) | Radical                  | Industriel tuilier à Bezanleu, Treuzy-Levelay                                                               |
| 1928                                     | 1940         | Clotaire Pauron            |                          | Cultivateur, maire d'Ormesson                                                                               |
| 1940                                     |              |                            |                          | Les conseils d'arrondissement ont été suspendus par la loi du 12 octobre 1940 et n'ont jamais été réactivés |
| Les données manquantes sont à compléter. |              |                            |                          | |

Sources : Journal L'Abeille de Fontainebleau sur Gallica.

### Conseillers départementaux depuis 2015
| Période élective | Période élective | Mandat | Mandat   | Identité        | Nuance | Nuance | Qualité |
| ---------------- | ---------------- | ------ | -------- | --------------- | ------ | ------ | --- |
| 2015             | 2021             | 2015   | 2021     | Bernard Cozic   |        | LR     | Commerçant-artisan gérant de société Deuxième adjoint au maire de Nemours Cinquième vice-président chargé des solidarités |
| 2015             | 2021             | 2015   | 2021     | Isoline Millot  |        | LR     | Directrice adjointe d'agence bancaire Maire de Diant Treizième vice-présidente chargée de la culture et du patrimoine     |
| 2021             | 2028             | 2021   | en cours | Bernard Cozic   |        | LR     | Conseiller sortant 5e vice-président chargé des solidarités                                                               |
| 2021             | 2028             | 2021   | en cours | Isoline Garreau |        | LR     | Conseillère sortante |

### Résultats détaillés

#### Élections de mars 2015
À l'issue du 1er tour des élections départementales de 2015, deux binômes sont en ballottage : Renaud Persson et Chantal Rousselet (FN, 35,22 %) et Bernard Cozic et Isoline Millot (UMP, 28,26 %). Le taux de participation est de 47,98 % (19 214 votants sur 40 047 inscrits) contre 44,94 % au niveau départemental et 50,17 % au niveau national.
Au second tour, Bernard Cozic et Isoline Millot (UMP) sont élus avec 57,76 % des suffrages exprimés et un taux de participation de 48,53 % (9 967 voix pour 19 435 votants et 40 048 inscrits).

#### Élections de juin 2021
Le premier tour des élections départementales de 2021 est marqué par un très faible taux de participation (33,26 % au niveau national). Dans le canton de Nemours, ce taux de participation est de 30,87 % (12 470 votants sur 40 398 inscrits) contre 27,81 % au niveau départemental. À l'issue de ce premier tour, deux binômes sont en ballottage : Bernard Cozic et Isoline Garreau (LR, 34,31 %) et Reine Lecuyer et Arnaud Tremaudan (RN, 26,01 %).
Le second tour des élections est marqué une nouvelle fois par une abstention massive équivalente au premier tour. Les taux de participation sont de 34,36 % au niveau national, 30,02 % dans le département et 32,53 % dans le canton de Nemours. Bernard Cozic et Isoline Garreau (LR) sont élus avec 67,43 % des suffrages exprimés (7 976 voix pour 13 146 votants et 40 406 inscrits),,. 

## Composition

### Composition avant 2015
Le canton de Nemours regroupait dix-sept communes.
| Nom                      | Code Insee | Intercommunalité            | Superficie (km2) | Population (dernière pop. légale) | Densité (hab./km2) |
| ------------------------ | ---------- | --------------------------- | ---------------- | --------------------------------- | ------------------ |
| Nemours (chef-lieu)      | 77333      | CC Pays de Nemours          | 10,83            | 13 052 (2014)                     | 1 205              |
| Bagneaux-sur-Loing       | 77016      | CC Pays de Nemours          | 5,26             | 1 688 (2014)                      | 321                |
| Bourron-Marlotte         | 77048      | CA du Pays de Fontainebleau | 11,26            | 2 729 (2014)                      | 242                |
| Châtenoy                 | 77102      | CC Pays de Nemours          | 4,87             | 170 (2014)                        | 35                 |
| Chevrainvilliers         | 77112      | CC Pays de Nemours          | 8,95             | 226 (2014)                        | 25                 |
| Darvault                 | 77156      | CC Pays de Nemours          | 7,83             | 847 (2014)                        | 108                |
| Faÿ-lès-Nemours          | 77178      | CC Pays de Nemours          | 7,78             | 475 (2014)                        | 61                 |
| Garentreville            | 77200      | CC Pays de Nemours          | 6,35             | 109 (2014)                        | 17                 |
| Grez-sur-Loing           | 77216      | CC Pays de Nemours          | 12,97            | 1 413 (2014)                      | 109                |
| La Genevraye             | 77202      | CC Moret Seine et Loing     | 13,16            | 715 (2014)                        | 54                 |
| Moncourt-Fromonville     | 77302      | CC Pays de Nemours          | 8,17             | 2 019 (2014)                      | 247                |
| Nanteau-sur-Lunain       | 77329      | CC Moret Seine et Loing     | 13,25            | 713 (2014)                        | 54                 |
| Nonville                 | 77340      | CC Moret Seine et Loing     | 11,43            | 601 (2014)                        | 53                 |
| Ormesson                 | 77348      | CC Pays de Nemours          | 3,81             | 280 (2014)                        | 73                 |
| Poligny                  | 77370      | CC Gâtinais-Val de Loing    | 27,34            | 824 (2014)                        | 30                 |
| Saint-Pierre-lès-Nemours | 77431      | CC Pays de Nemours          | 21,62            | 5 514 (2014)                      | 255                |
| Treuzy-Levelay           | 77473      | CC Moret Seine et Loing     | 14,10            | 455 (2014)                        | 32                 |

### Composition à partir de 2015
Lors du redécoupage de 2014, le canton comprenait cinquante-et-une communes entières.
À la suite de la création de la commune nouvelle de Villemaréchal au 1er janvier 2019, le canton comprend désormais cinquante communes entières.
| Nom                             | Code Insee | Intercommunalité         | Superficie (km2) | Population (dernière pop. légale) | Densité (hab./km2) | Modifier                                    |
| ------------------------------- | ---------- | ------------------------ | ---------------- | --------------------------------- | ------------------ | ------------------------------------------- |
| Nemours (bureau centralisateur) | 77333      | CC Pays de Nemours       | 10,83            | 13 118 (2022)                     | 1 211              | modifier les données · modifier les données |
| Arville                         | 77009      | CC Gâtinais-Val de Loing | 11,31            | 140 (2022)                        | 12                 | modifier les données · modifier les données |
| Aufferville                     | 77011      | CC Gâtinais-Val de Loing | 17,74            | 482 (2022)                        | 27                 | modifier les données · modifier les données |
| Bagneaux-sur-Loing              | 77016      | CC Pays de Nemours       | 5,26             | 1 582 (2022)                      | 301                | modifier les données · modifier les données |
| Beaumont-du-Gâtinais            | 77027      | CC Gâtinais-Val de Loing | 16,59            | 1 136 (2022)                      | 68                 | modifier les données · modifier les données |
| Blennes                         | 77035      | CC du Pays de Montereau  | 20,29            | 546 (2022)                        | 27                 | modifier les données · modifier les données |
| Bougligny                       | 77045      | CC Gâtinais-Val de Loing | 16,31            | 730 (2022)                        | 45                 | modifier les données · modifier les données |
| Bransles                        | 77050      | CC Gâtinais-Val de Loing | 13,85            | 529 (2022)                        | 38                 | modifier les données · modifier les données |
| Chaintreaux                     | 77071      | CC Gâtinais-Val de Loing | 23,92            | 831 (2022)                        | 35                 | modifier les données · modifier les données |
| Château-Landon                  | 77099      | CC Gâtinais-Val de Loing | 29,35            | 3 150 (2022)                      | 107                | modifier les données · modifier les données |
| Châtenoy                        | 77102      | CC Pays de Nemours       | 4,87             | 157 (2022)                        | 32                 | modifier les données · modifier les données |
| Chenou                          | 77110      | CC Gâtinais-Val de Loing | 13,74            | 295 (2022)                        | 21                 | modifier les données · modifier les données |
| Chevrainvilliers                | 77112      | CC Pays de Nemours       | 8,95             | 255 (2022)                        | 28                 | modifier les données · modifier les données |
| Chevry-en-Sereine               | 77115      | CC du Pays de Montereau  | 22,81            | 504 (2022)                        | 22                 | modifier les données · modifier les données |
| Darvault                        | 77156      | CC Pays de Nemours       | 7,83             | 946 (2022)                        | 121                | modifier les données · modifier les données |
| Diant                           | 77158      | CC du Pays de Montereau  | 10,94            | 196 (2022)                        | 18                 | modifier les données · modifier les données |
| Dormelles                       | 77161      | CC Moret Seine et Loing  | 13,02            | 803 (2022)                        | 62                 | modifier les données · modifier les données |
| Égreville                       | 77168      | CC Gâtinais-Val de Loing | 31,84            | 2 164 (2022)                      | 68                 | modifier les données · modifier les données |
| Faÿ-lès-Nemours                 | 77178      | CC Pays de Nemours       | 7,78             | 498 (2022)                        | 64                 | modifier les données · modifier les données |
| Flagy                           | 77184      | CC Moret Seine et Loing  | 7,21             | 594 (2022)                        | 82                 | modifier les données · modifier les données |
| Garentreville                   | 77200      | CC Pays de Nemours       | 6,35             | 123 (2022)                        | 19                 | modifier les données · modifier les données |
| La Genevraye                    | 77202      | CC Moret Seine et Loing  | 13,16            | 827 (2022)                        | 63                 | modifier les données · modifier les données |
| Gironville                      | 77207      | CC Gâtinais-Val de Loing | 13,71            | 161 (2022)                        | 12                 | modifier les données · modifier les données |
| Grez-sur-Loing                  | 77216      | CC Pays de Nemours       | 12,97            | 1 457 (2022)                      | 112                | modifier les données · modifier les données |
| Ichy                            | 77230      | CC Gâtinais-Val de Loing | 7,80             | 158 (2022)                        | 20                 | modifier les données · modifier les données |
| Larchant                        | 77244      | CC Pays de Nemours       | 29,24            | 729 (2022)                        | 25                 | modifier les données · modifier les données |
| Lorrez-le-Bocage-Préaux         | 77261      | CC Gâtinais-Val de Loing | 19,90            | 1 244 (2022)                      | 63                 | modifier les données · modifier les données |
| La Madeleine-sur-Loing          | 77267      | CC Gâtinais-Val de Loing | 6,16             | 351 (2022)                        | 57                 | modifier les données · modifier les données |
| Maisoncelles-en-Gâtinais        | 77271      | CC Gâtinais-Val de Loing | 8,58             | 139 (2022)                        | 16                 | modifier les données · modifier les données |
| Moncourt-Fromonville            | 77302      | CC Pays de Nemours       | 8,17             | 1 908 (2022)                      | 234                | modifier les données · modifier les données |
| Mondreville                     | 77297      | CC Gâtinais-Val de Loing | 20,27            | 330 (2022)                        | 16                 | modifier les données · modifier les données |
| Montigny-sur-Loing              | 77312      | CC Moret Seine et Loing  | 9,20             | 2 634 (2022)                      | 286                | modifier les données · modifier les données |
| Montmachoux                     | 77313      | CC du Pays de Montereau  | 4,43             | 228 (2022)                        | 51                 | modifier les données · modifier les données |
| Nanteau-sur-Lunain              | 77329      | CC Moret Seine et Loing  | 13,25            | 697 (2022)                        | 53                 | modifier les données · modifier les données |
| Noisy-Rudignon                  | 77338      | CC du Pays de Montereau  | 4,16             | 592 (2022)                        | 142                | modifier les données · modifier les données |
| Nonville                        | 77340      | CC Moret Seine et Loing  | 11,43            | 596 (2022)                        | 52                 | modifier les données · modifier les données |
| Obsonville                      | 77342      | CC Gâtinais-Val de Loing | 7,08             | 120 (2022)                        | 17                 | modifier les données · modifier les données |
| Ormesson                        | 77348      | CC Pays de Nemours       | 3,81             | 244 (2022)                        | 64                 | modifier les données · modifier les données |
| Paley                           | 77353      | CC Moret Seine et Loing  | 9,26             | 481 (2022)                        | 52                 | modifier les données · modifier les données |
| Poligny                         | 77370      | CC Gâtinais-Val de Loing | 27,34            | 802 (2022)                        | 29                 | modifier les données · modifier les données |
| Remauville                      | 77387      | CC Moret Seine et Loing  | 10,88            | 471 (2022)                        | 43                 | modifier les données · modifier les données |
| Saint-Pierre-lès-Nemours        | 77431      | CC Pays de Nemours       | 21,62            | 5 424 (2022)                      | 251                | modifier les données · modifier les données |
| Souppes-sur-Loing               | 77458      | CC Gâtinais-Val de Loing | 27,63            | 4 974 (2022)                      | 180                | modifier les données · modifier les données |
| Thoury-Férottes                 | 77465      | CC du Pays de Montereau  | 16,49            | 653 (2022)                        | 40                 | modifier les données · modifier les données |
| Treuzy-Levelay                  | 77473      | CC Moret Seine et Loing  | 14,10            | 440 (2022)                        | 31                 | modifier les données · modifier les données |
| Vaux-sur-Lunain                 | 77489      | CC Gâtinais-Val de Loing | 8,47             | 232 (2022)                        | 27                 | modifier les données · modifier les données |
| Villebéon                       | 77500      | CC Gâtinais-Val de Loing | 16,45            | 464 (2022)                        | 28                 | modifier les données · modifier les données |
| Villemaréchal                   | 77504      | CC Moret Seine et Loing  | 17,46            | 1 067 (2022)                      | 61                 | modifier les données · modifier les données |
| Villemer                        | 77506      | CC Moret Seine et Loing  | 18,54            | 766 (2022)                        | 41                 | modifier les données · modifier les données |
| Voulx                           | 77531      | CC du Pays de Montereau  | 12,60            | 1 622 (2022)                      | 129                | modifier les données · modifier les données |
| Canton de Nemours               | 7715       |                          | 694,95           | 58 590 (2022)                     | 84                 | modifier les données                        |

## Démographie

### Démographie avant 2015
| 1962   | 1968   | 1975   | 1982   | 1990   | 1999   | 2006   | 2011   | 2012   |
| ------ | ------ | ------ | ------ | ------ | ------ | ------ | ------ | ------ |
| 18 780 | 20 636 | 24 466 | 26 713 | 29 067 | 31 304 | 31 185 | 31 535 | 31 425 |

### Démographie depuis 2015
En 2022, le canton comptait 58 590 habitants, en évolution de −1,34 % par rapport à 2016 (Seine-et-Marne : +3,92 %, France hors Mayotte : +2,11 %).
| 2013   | 2018   | 2022   |
| ------ | ------ | ------ |
| 59 509 | 59 050 | 58 590 |